# Новоурсаєво
Новоурса́єво (рос. Новоурсаево, башк. Яңы Урсай) — село у складі Бакалинського району Башкортостану, Росія. Адміністративний центр Новоурсаєвської сільської ради.
Населення — 418 осіб (2010; 495 у 2002).
Національний склад:
- татари — 65 %
- башкири — 31 %